# 요네쿠라 키요코
요네쿠라 키요코는 일본의 여자 성우이다.